# Auteursrecht (BES)
Auteursrecht is het inherente recht van de maker of een eventuele rechtverkrijgende van een werk van literatuur, wetenschap of kunst om te bepalen hoe, waar en wanneer het werk wordt openbaar gemaakt of verveelvoudigd. Wanneer anderen het werk openbaar maken of verveelvuldigen hebben zij daarvoor in beginsel de toestemming van de rechthebbende nodig, tenzij een wettelijk geregelde uitzondering op deze handeling van toepassing is.
De Caribische eilanden Bonaire, Saba en Sint Eustatius vormen Caribische openbare lichamen binnen het land Nederland. Deze hebben een eigen auteurswet, de 'Auteurswet BES'.

## Oorsprong
De Auteurswet BES is gebaseerd op de Antilliaanse auteursverordening van 1913, die op zijn beurt weer gebaseerd is op de Nederlandse auteurswet van 1912. De Caribische openbare lichamen zijn geen onderdeel van het grondgebied van de Europese Unie. Hierdoor krijgt de Auteurswet BES ook veel van de aanpassingen van de auteurswet uit het richtlijnen en verordeningen uit de Europese Unie niet mee. Zo kent de Auteurswet BES bijvoorbeeld geen implementatie van het databankenrecht, geen auteurscontractenrecht, en heeft de Auteurswet BES minder uitzonderingen en beperkingen op het auteursrecht.

## Duur auteursrecht
De duur van het recht in de auteurswet BES is met 50 jaar na de dood van laatstlevende maker korter dan de auteurswet uit Europees Nederland. Deze is in Nederland doorgaans 70 jaar na de dood van de laatstlevende maker.

## Uitzonderingen en beperkingen in Auteurswet BES
De volgende handelingen worden onder zekere voorwaarde niet als inbreuk op het auteursrecht beschouwd:
- Rapportage door de pers over actuele gebeurtenissen, mits met bronvermelding[5]
- Illustraties voor onderwijs of wetenschappelijk onderzoek[6]
- Reproductie van enkele exemplaren en uitsluitend dient tot eigen oefening, studie of gebruik[7]
- Panoramavrijheid – Gebruik van werken of architectuur of sculpturen in openbare ruimtes[8]
- Gebruik ten behoeve van de openbare veiligheid[9]
- Gebruik voor reclame voor de tentoonstelling of verkoop van kunstwerken[10]